# Jeanne d'Alcy

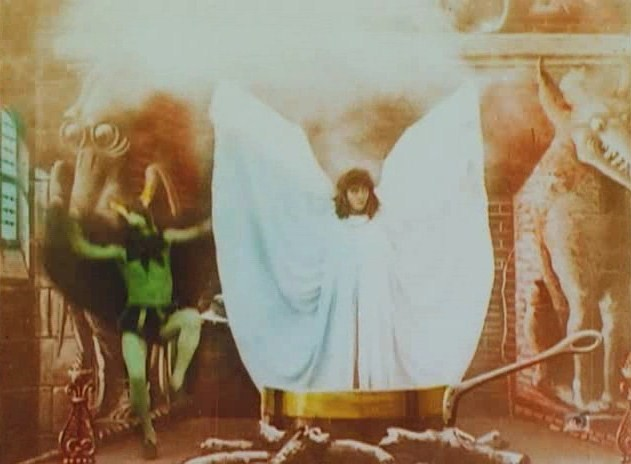
Jeanne d'Alcy ne "La danse du feu del 1899

Jeanne d'Alcy, nome d'arte di Charlotte Lucie Marie Adèle Stephanie Adrienne Faës (Vaujours, 20 marzo 1865 – Versailles, 14 ottobre 1956), è stata un'attrice francese, nota per essere stata in assoluto la prima attrice cinematografica del paese, partecipando a numerosi film di Georges Méliès.

## Biografia
Dopo avere collaborato con George Méliès negli spettacoli di magia presso il teatro Robert-Houdin, recitò in numerosi film del cineasta, pioniere del cinema francese, risultando la prima attrice cinematografica ad avere interpretato Cleopatra, e apparendo con parti da protagonista nei principali successi di George Méliès. Abbandonò il cinema alla chiusura della Star-film e gestì un chiosco di giocattoli e dolciumi nella stazione di Paris-Montparnasse. Rimasti entrambi vedovi, fu la seconda moglie di Georges Méliès dal 1926 al 1938, quando il regista morì. Le loro difficoltà finanziarie furono mitigate nel 1932, quando l'ente previdenziale "Société de secours mutuels de l’industrie cinématographique", creato nel 1921 dal filantropo Léon Brézillon (1870 - 1936), presidente anche del "Sindacato dei registi cinematografici", assegnò loro una pensione e un appartamento presso la "La Maison du Retrait du Cinéma" a Orly, consentendogli una vecchiaia serena.  Nel 1953 fu onorata con l'ordine delle palme accademiche, per il suo importante contributo alla nascita e alla storia del cinema.

## Nei media
È stata interpretata da Helen McCrory nel film del 2011 Hugo Cabret di Martin Scorsese.

## Filmografia
- Escamotage d'une dame chez Robert-Houdin, regia di Georges Méliès - cortometraggio (1896)
- Le manoir du diable, regia di Georges Méliès - cortometraggio (1896)
- Le cauchemar, regia di Georges Méliès - cortometraggio (1896)
- Faust et Marguerite, regia di Georges Méliès - cortometraggio (1897)
- Après le bal, regia di Georges Méliès - cortometraggio (1897)
- La lune à un mètre, regia di Georges Méliès - cortometraggio (1898)
- Pygmalion et Galathée, regia di Georges Méliès - cortometraggio (1898)
- Cendrillon, regia di Georges Méliès - cortometraggio (1899)
- La Colonne de feu, regia di Georges Méliès - cortometraggio (1899)
- Cléopâtre, regia di Georges Méliès - cortometraggio (1899)
- Jeanne d'Arc, regia di Georges Méliès - cortometraggio (1900)
- Nouvelles luttes extravagantes, regia di Georges Méliès - cortometraggio (1901)
- Barbe-bleu, regia di Georges Méliès - cortometraggio (1901)
- Viaggio nella Luna (Le voyage dans la lune), regia di Georges Méliès - cortometraggio (1902)
- La Statue animée, regia di Georges Méliès - cortometraggio (1903)
- L'Enchanteur Alcofrisbas, regia di Georges Méliès - cortometraggio (1903)
- Viaggio attraverso l'impossibile (Voyage à travers l'impossible), regia di Georges Méliès - cortometraggio (1904)
- Le Tunnel sous la Manche ou le Cauchemar franco-anglais, regia di Georges Méliès - cortometraggio (1907)
- Le Grand Méliès, regia di Georges Franju - cortometraggio (1952)